# Rhinoclemmys areolata
Rhinoclemmys areolata là một loài rùa trong họ Emydidae. Loài này được Duméril, Bibron & Duméril, mô tả khoa học đầu tiên năm 1851.

## Hình ảnh

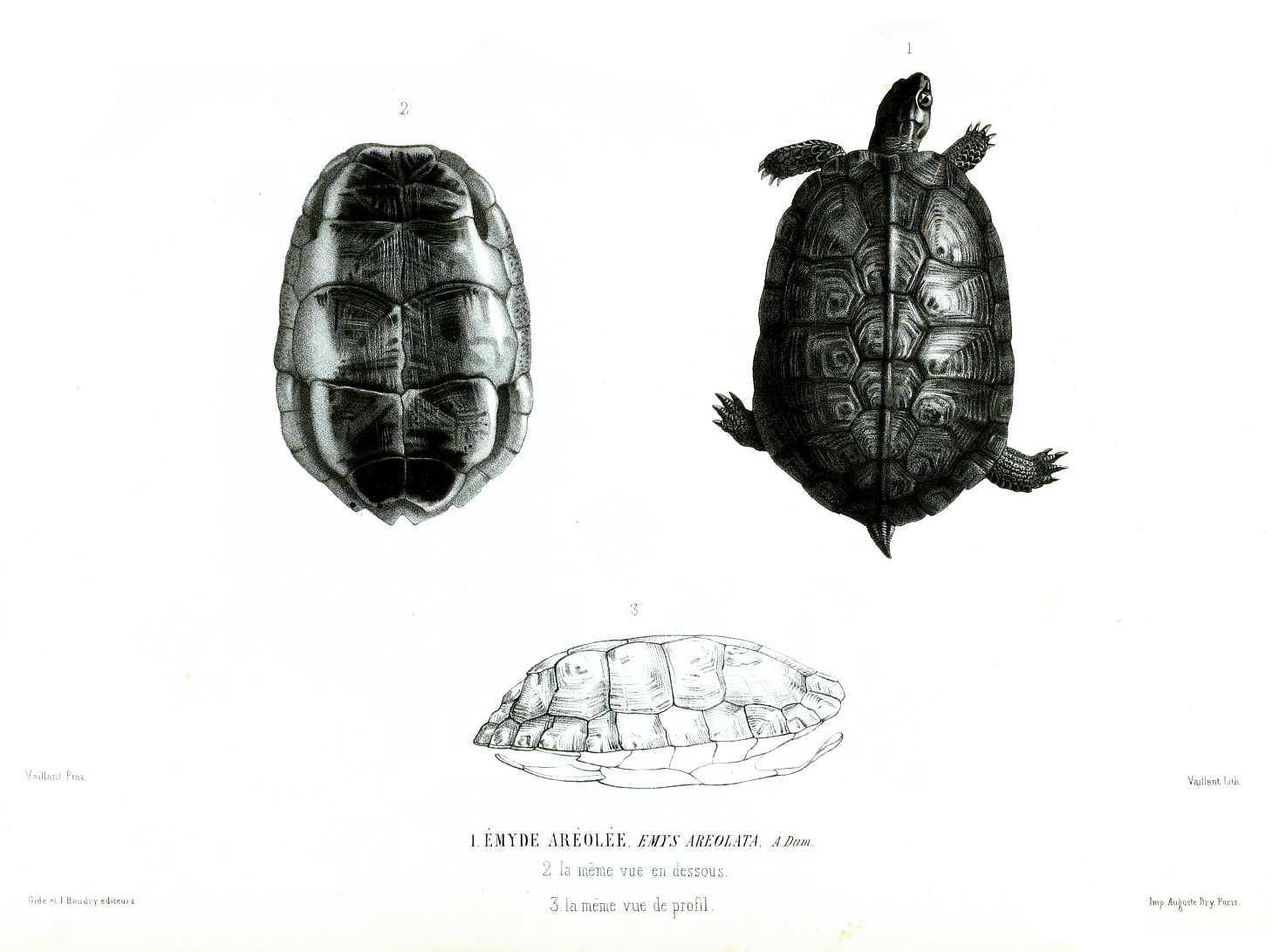
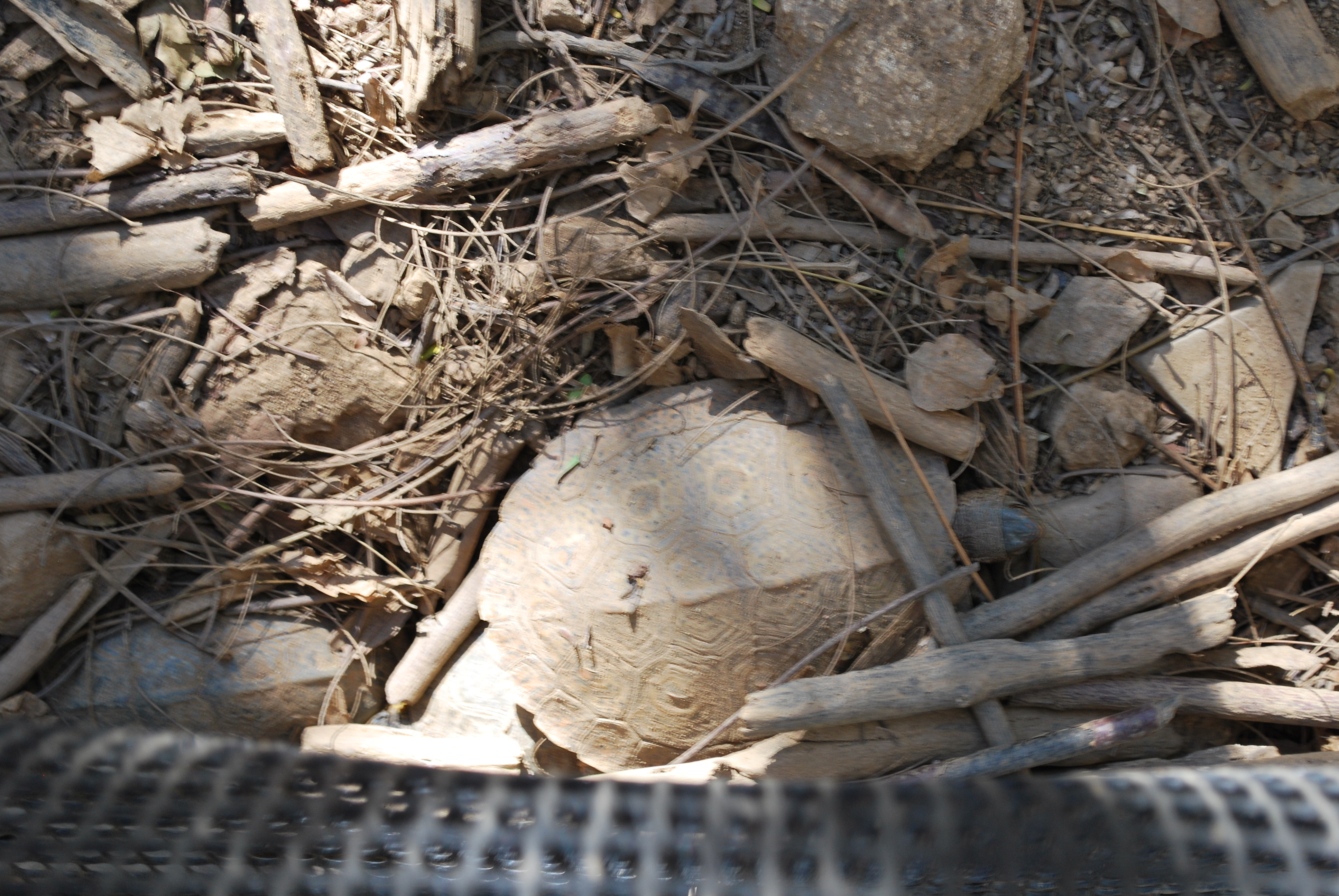